# OnePlus Nord CE 3 Lite 5G
OnePlus Nord CE 3 Lite 5G — смартфон середнього рівня, розроблений компанією OnePlus, що входить у серію Nord CE і є спрощеною версією OnePlus Nord CE 3 5G.
В Сполучених Штатах Америки смартфон продається під назвою OnePlus Nord N30 5G з меншою потужністю зарядки та одним варіантом кольору і пам'яті.
В Китаї присутній Oppo K11x, що є тим же OnePlus Nord CE 3 Lite 5G, але з іншими кольорами та відсутньою макрокамерою.

## Дизайн
Екран виконаний зі скла, а задня панель та бокові грані — з пластику.
Знизу розміщені роз'єм USB-C, динамік, мікрофон та 3.5 мм аудіороз'єм. Зверху розташований другий мікрофон. З лівого боку розміщені кнопки регулювання гучності та гібридний слот під 2 SIM-картки або 1 SIM-картку і карту пам'яті формату microSD до 1 ТБ. З правого боку розміщена кнопка блокування смартфона, в яку вбудований сканер відбитків пальців.
OnePlus Nord CE 3 Lite 5G продається в кольорах Pastel Lime (зелений) та Chromatic Gray (сірий).
OnePlus Nord N30 5G продається тільки в кольорі Chromatic Gray (сірий).
Oppo K11x продається в кольорах Чорний нефрит (темно-зелений) та Перламутровий.

## Технічні характеристики

### Платформа
Смартфони отримали процесор Qualcomm Snapdragon 695 та графічний процесор Adreno 619.

### Батарея
Батарея отримала об'єм 5000 мА·год. Також OnePlus Nord CE 3 Lite 5G та Oppo K11x мають підтримку швидкої зарядки на 67 Вт, а OnePlus Nord N30 5G — на 50 Вт.

### Камера
OnePlus Nord CE 3 Lite 5G та Nord N30 5G отримав основну потрійну камеру 108 Мп, f/1.8 у Nord CE 3 Lite 5G та f/1.7 у OnePlus Nord N30 5G (ширококутний) з фазовим автофокусом + 2 Мп, f/2.4 (макро) + 2 Мп, f/2.4 (сенсор глибини).
Oppo K11x отримав основну подвійну камеру 108 Мп, f/1.8 (ширококутний) з фазовим автофокусом + 2 Мп, f/2.4 (сенсор глибини).
Всі  моделі отримали фронтальну камеру 16 Мп, f/2.4 (ширококутний). Також основна та фронтальна камера всіх моделей вміють записувати відео в роздільній здатності 1080p@30fps. 

### Екран
Екран IPS LCD, 6.72", FullHD+ (2400 × 1080) зі щільність пікселів 391 ppi, співвідношенням сторін 20:9, частотою оновлення дисплея 120 Гц та круглим вирізом під фронтальну камеру, що знаходиться зверху в центрі.

### Звук
Смартфони отримали стереодинаміки. Роль другого динаміка виконує розмовний.

### Пам'ять
OnePlus Nord CE 3 Lite 5G продається в комплектаціях 8/128 та 8/256 ГБ.
OnePlus Nord N30 5G продається в комплектації 8/128 ГБ.
Oppo K11x продається в комплектаціях 8/128, 8/256 та 12/256 ГБ.

### Програмне забезпечення
OnePlus Nord CE 3 Lite 5G та Nord N30 5G були випущені на OxygenOS 13.1, а Oppo K11x — на ColorOS 13.1. Обидві оболонки на базі Android 13. Пізніше OnePlus Nord CE 3 Lite 5G та Nord N30 5G були оновлені до OxygenOS 14.1 а Oppo K11x — до ColorOS 14.1, які працюють на базі Android 14.